# Тишковцы
Тишко́вцы (бел. Цішкоўцы) — деревня в Барановичском районе Брестской области Белоруссии. Входит в состав Вольновского сельсовета. Население — 11 человек (2023).

## География
Расположена в 22 км (29 км по автодорогам) к северо-востоку от районного центра, города Барановичи, и в 10 км (12,5 км по автодорогам) к юго-востоку от центра сельсовета, агрогородка Вольно, у границы с Несвижским районом Минской области.

## История
По переписи 1897 года — в составе Черниховской волости Новогрудского уезда Минской губернии, 26 дворов. В 1909 году — деревня с 25 дворами и 130 жителями и фольварк (1 двор, 5 жителей). На карте 1910 года деревня отмечена под названием Цишковцы. После Рижского мирного договора 1921 года — в составе гмины Вольно Барановичского повета Новогрудского воеводства Польши.
С 1939 года — в составе БССР. В 1940—62 годах — в Городищенском районе Барановичской, с 1954 года Брестской области. С 25 декабря 1962 года — в Барановичском районе.
В период Великой Отечественной войны с конца июня 1941 года до июля 1944 года была оккупирована немецко-фашистскими захватчиками. На фронтах погибли 4 уроженца деревни.

## Население
По состоянию на 1 января 2023 года в деревне проживало 11 человек в 6 хозяйствах, в том числе 0 моложе трудоспособного возраста, 7 — в трудоспособном возрасте и 4 — старше трудоспособного возраста. 
| Численность населения (по переписи) | Численность населения (по переписи) | Численность населения (по переписи) | Численность населения (по переписи) | Численность населения (по переписи) | Численность населения (по переписи) | Численность населения (по переписи) |
| 1897                                | 1909                                | 1921                                | 1959                                | 1999                                | 2009                                | 2019                                |
| ----------------------------------- | ----------------------------------- | ----------------------------------- | ----------------------------------- | ----------------------------------- | ----------------------------------- | ----------------------------------- |
| 120                                 | ↗135                                | ↗165                                | ↗197                                | ↘54                                 | ↘24                                 | ↘7                                  |